# Andreas Auer
Andreas Auer (* 29. Februar 1948 in Chur; † 7. Dezember 2018 in Genf) war  ein Schweizer Staatsrechtler und Professor an den Universitäten Zürich und Genf.

## Werdegang
Auer studierte Recht an der Universität Neuenburg/Neuchâtel (lic.iur. 1971 und Dr. iur. 1975 bei Jean-François Aubert) und Southern Methodist University in Dallas, Texas (LL.M. 1973). Er wirkte von 1980 bis 2008 als Professor für Staatsrecht an der Universität Genf, von 2000 bis 2003 war er Dekan ihrer juristischen Fakultät. Von 2008 bis 2013 war er Professor für öffentliches Recht an der Universität Zürich. Er lehrte auch in Paris, Rom, Berlin, Antananarivo, Bamako, Dakar, Ouagadougou, Berkeley, Ulaanbaatar. Schwerpunkte seiner Forschung waren Staatsrecht (Bund, Kantone, Gemeinden), vergleichendes Staatsrecht, direkte Demokratie, Verwaltungsrecht, öffentliches Prozessrecht, transnationales Recht, Migrationsrecht und Transportrecht.
Er war (Mit-)Gründer und ehemaliger Direktor von:
- 1993 Centre for Research on Direct Democracy in Genf (c2d, seit 2007 in Aarau)
- 2001 Centre universitaire de droit international humanitaire in Genf / University Centre for International Humanitarian Law (CUDIH), seit 2008 Geneva Academy of International Humanitarian Law and Human Rights (Geneva Academy)[3]
- 2009 Zentrum für Demokratie Aarau / Zentrum für Demokratie Aarau / Centre for Democracy Studies Aarau (ZDA)

Ab 2007 war er Redaktionsmitglied der European Constitutional Law Review (EuConst) in Den Haag/Asser, ab 1980 der Aktuellen juristischen Praxis, Pratique juridique actuelle (AJP/PJA) in St. Gallen.
Neben seiner akademischen Tätigkeit war er beratend tätig, u. a. von 1998 bis 2012 für eine Rechtskanzlei in Genf, ab seiner Emeritierung 2013 war er Konsulent bei einer Anwaltskanzlei in Zürich.
Seine Einschätzung, der neue Gleichstellungsartikel in der Bundesverfassung sei stärker zu gewichten als die Kantonsautonomie, inspirierte Theresia Rohner, eine Bürgerin aus dem Kanton Appenzell Innerrhoden, das fehlende kantonale Frauenstimmrecht einzuklagen. Das Bundesgericht gab ihr und weiteren Mitklägern 1990 in einem umstrittenen Entscheid Recht, wodurch das Frauenstimmrecht im letzten Kanton eingeführt wurde. 
Auer engagierte sich in Diskussionen über Demokratieentwicklung in der EU, in Europa und der Welt. Er war unter anderen auch Mitinitant der Demokratie-Konferenzen und Treffen Baden-Württemberg-Aargau. Auer war Kuratoriumsmitglied von Mehr Demokratie. Überdies wirkte er als Mitautor der «Rasa-Initiative» («Raus aus der Sackgasse!»), mit der die «Masseneinwanderungsinitiative» der SVP hätte rückgängig gemacht werden sollen.
Auch der Naturschutz war Auer ein Anliegen. So kämpfte er an vorderster Front für die Einhaltung des Gewässerschutzgesetzes und wirkte massgeblich darauf hin, dass die Greina-Hochebene und über ein Dutzend weiterer Flusslandschaften erhalten werden. Auer amtierte viele Jahre als Stiftungsrat der Schweizerischen Greina-Stiftung zur Erhaltung der alpinen Fliessgewässer.

## Auszeichnungen
2003 erhielt er den Grossen Walther Hug Preis als Professor an der Universität Genf, in Anerkennung von seinem Werk zum schweizerischen Staatsrecht.

## Publikationen (Auswahl)
- Staatsrecht der schweizerischen Kantone, Stämpfli, Bern 2016, ISBN 978-37272-3217-6 (Print), ISBN 978-3-0354-1335-9 (Judocu)
- mit Giorgio Malinverni und Michel Hottelier: Droit constitutionnel suisse. Bd. I: L’Etat; Bd. II: Les droits fondamentaux. Stämpfli, Bern 2000, 3. Ausg. 2013
- mit Alexandre Trechsel: Voter par Internet? Le projet e-voting dans le canton de Genève dans une perspective socio-politique et juridique, Basel/Genf 2001
- The Supreme Law of the Land: Eléments du droit constitutionnel des Etats-Unis, Basel 1990
- Le référendum et l’initiative populaires aux Etats-Unis, Basel/Paris 1989
- Problèmes et perspectives du droit d’initiative à Genève, Lausanne 1987
- Die schweizerische Verfassungsgerichtsbarkeit, Basel/Frankfurt 1984
- Problèmes fondamentaux de la démocratie suisse, Rapport à la Société suisse des juristes, Basel 1984
- La juridiction constitutionnelle en Suisse, Basel/Frankfurt 1983
- Les droits politiques dans les cantons suisses, Genf 1978
- Les Noirs, les écoles publiques et le système constitutionnel aux Etats-Unis, Bern/Frankfurt 1975

Auer war auch Herausgeber zahlreicher Sammelwerke zu seinen Spezialgebieten, vor allem zum Thema Direkte Demokratie, Verfassungsrecht und Europarecht.